# Fontaine-les-Bassets
 Fontaine-les-Bassets  es una población y comuna francesa, situada en la región de Baja Normandía, departamento de Orne, en el distrito de Argentan y cantón de Trun.

## Demografía
| 137 | 108 | 113 | 108 | 100 | 104 |
| Para los censos de 1962 a 1999 la población legal corresponde a la población sin duplicidades (Fuente: INSEE [Consultar]) |     |     |     |     |     |